# Публій Лукрецій Триципітін
Пу́блій Лукре́цій Триципіті́н (лат. Publius Lucretius Triciptinus; V століття до н. е.) — політик і військовий діяч Римської республіки, дворазовий військовий трибун з консульською владою (консулярний трибун) 419 і 417 років до н. е.

## Біографія
Походив з патриціанського роду Лукреціїв. Він був сином Луція Лукреція Триципітіна. Про молоді роки Публія Лукреція згадок у джерелах немає.

### Перша трибунська каденція
419 року до н. е. його було вперше обрано військовим трибуном з консульською владою разом з Агріппою Мененієм Ланатом і Спурієм Навцієм Рутілом. У Римі запобігли серйозному повстанню рабів, за його видачу преміювали двох інформаторів, надавши їм по 10 тисяч ассів. Того року ці трибуни проводили військові дії проти еквів. 

### Друга трибунська каденція
417 року до н. е. його було вдруге обрано військовим трибуном з консульською владою, цього разу разом з Спурієм Ветурієм Рутілом Крассом, Гаєм Сервілієм Аксілою і знову з Агріппою Мененієм Ланатом. Вони мали завдання від сенату протидіяти містам Вейї та Фідени, але перемоги не домоглися.
З того часу відсутні відомості про подальшу долю Публія Лукреція Триципітіна. 